# Draw poker
Per draw poker si intendono quelle specialità del poker nella quale il giocatore riceve alla prima distribuzione 5 carte (4 nel badugi) così da poter subito comporre il punto. Inoltre solitamente vi è dopo ogni giro di scommesse la possibilità per il giocatore di cambiare le proprie carte, oppure di non cambiarle affatto dichiarandosi così servito.
Tutte le carte sono distribuite coperte.
Tutti questi giochi prevedono l'ante, ossia una scommessa obbligatoria che ogni giocatore è tenuto ad effettuare ad ogni colpo, a carte non ancora distribuite. Nei casinò, tuttavia, si preferisce l'apertura ai bui.

## Giochi
- 5 card draw: distribuite cinque carte dopo l'invito, si fa un giro di scommesse dopo le quali è possibile cambiare le proprie carte per poi affrontare un nuovo giro di scommesse prima dello showdown.
- Ace to 5 Triple Draw: distribuite cinque carte ogni giocatore affronta tre giri di scommesse dopo le quali ha la possibilità di cambiare le proprie carte; dopo il terzo e ultimo cambio vi è un quarto e ultimo giro di scommesse cui segue lo showdown nel quale vince il punto più basso. L'apertura è ai bui. Non esistono scale o colori e l'asso è considerato sempre come la carta di valore più basso.
- Badugi: gioco con giri di scommesse simili al poker, ma punteggio diverso.
- California lowball: come l'Ace to 5 Triple Draw, ma con un solo cambio di carte e due giri di scommesse (una prima e una dopo il cambio).
- Deuce to 7 Triple Draw: come l'Ace to 5 Triple Draw, ma il colore e le scale sono valide e l'asso è considerato sempre come la carta di valore più alto.
- Kansas City lowball: come il Deuce to 7 Triple Draw, ma con un solo cambio di carte e due giri di scommesse (una prima e una dopo il cambio).